# الیزابتتا ویگنوتو
الیزابتتا ویگنوتو (انگلیسی: Elisabetta Vignotto؛ زادهٔ ۱۳ ژانویهٔ ۱۹۵۴) بازیکن فوتبال اهل ایتالیا است.
وی همچنین در تیم ملی فوتبال زنان ایتالیا بازی کرده‌است.